# نسيم لطيف على القرية
نسيم لطيف على القرية (باليابانية: 天然コケッコー) مانغا يابانية من رسم وتأليف فوساكو كوراموتشي. نشرت في مجلة جوروس للفترة من 1994 إلى 2000. فازت المانغا بجائزة كودانشا للمانغا عام 1996.
اقتبت المانغا إلى فيلم سينمائي عام 2007 من إخراج نوبوهيرو ياماشيتا وبطولة كاهو.

## القصة
ميغيتا سويو طالبة في الصف الثاني متوسط تعيش في قرية ريفية لا يوجد بها سوى ستة طلاب بمراحلٍ مختلفة، جميعهم كالعائلة. ذات يوم ينتقل طالبٌ جديد يُدعى أوساوا هيرومي فتى حسن المظهر قادمٌ من طوكيو يُحاول التعايش مع سكان القرية.

## الفيلم
صور الفيلم في محافظة شيمانه.

### الممثلون
- كاهو بدور ميغيتا سويو.
- ماساكي اوكادا بدور أوساوا هيرومي.

## روابط خارجية
- نسيم لطيف على القرية على موقع ANN manga (الإنجليزية)